# Francuska kuhinja
Francuska kuhinja obuhvaća kuharsku tradiciju i praksu s područja Francuske.
Tijekom stoljeća mnogi su poznati i nepoznati francuski gastronomi dali prvotnoj talijanskoj kuhinji nov duh, sadržaj, oblik i kakvoću. U stalnom profesionalnom usavršavanju francuska je kuhinja postala najpoznatija i služi kao uzor drugim kuhinjama. Sir i vino glavni su dio kuhinje. Imaju različite uloge na regionalnoj i nacionalnoj razini, s mnogim varijacijama i zakonima o nazivu podrijetla (AOC).
Poznavanje francuske kuhinje znatno je pridonijelo zapadnjačkim kuhinjama. Njegovi kriteriji naširoko se koriste u zapadnim kulinarskim školskim odborima i kulinarskom obrazovanju. U studenom 2010. UNESCO je francusku gastronomiju dodao na svoj popis svjetske "nematerijalne kulturne baštine". 
Marie-Antoine Carême bio je francuski kuhar, rani praktičar i eksponent složenoga stila kuhanja poznatog kao visoka kuhinja, omiljenoga među kraljevskim obiteljima i bogatim Parižanima. Carêmea se često smatra jednim od prvih međunarodno poznatih slavnih kuhara.